# Широков, Виталий Федотович
Виталий Федотович Широков (14 июля 1924 — 6 июня 1990) — советский партийный деятель, председатель Костромского горисполкома в 1969—1974 годах, лауреат Премии Совета Министров СССР.

## Биография
Виталий Федотович Широков родился 14 июля 1924 года в Иваново. В 1940 году он окончил школу фабрично-заводского ученичества, после чего работал токарем на заводе «Текстильмаш» в родном городе. Участвовал в боях Великой Отечественной войны, будучи механиком-водителем танка «М3л» 1-го танкового батальона 70-й танковой бригады. В 1946 году в звании старшего сержанта Широков был демобилизован.
После демобилизации Широков переехал в Кострому, где долгое время работал на партийных и комсомольских должностях. Избирался заместителем секретаря партийного бюро ремесленного училища и завода, первым секретарём Заволжского райкома и Костромского горкома ВЛКСМ, секретарём, вторым секретарём Ленинского райкома КПСС Костромы. В 1956 году Широков окончил Всесоюзный юридический институт. В 1957—1959 годах работал в качестве первого заместителя председателя Костромского горисполкома, в 1959—1964 годах — заведующим отделом административных и торгово-финансовых органов Костромского обкома КПСС. В 1966 году окончил Высшую партийную школу при ЦК КПСС, после чего вновь работал первым заместителем председателя Костромского горисполкома. С 1969 по 1974 год занимал должность председателя Костромского горисполкома.
Внёс большой вклад в развитие Костромы. За время его руководства городом было открыто множество новых зданий социального, промышленного, торгового и жилого назначения, установлены новые памятники, открыто троллейбусное движение, обновлён автобусный парк.
С 1974 по 1989 годы работал заместителем председателя Костромского облисполкома. В июне 1989 года вышел на пенсию. Умер 6 июня 1990 года, похоронен на городском кладбище Костромы.

## Награды
Лауреат Премии Совета Министров СССР. Был также награждён двумя орденами Трудового Красного Знамени, орденами Отечественной войны 1-й степени и Красной Звезды, рядом медалей.

## Память
В честь Широкова названа площадь в Костроме.